# Clarias werneri
Clarias werneri es una especie de pez de la familia Clariidae en el orden de los Siluriformes.

## Morfología
• Los machos pueden llegar alcanzar los 23 cm de longitud total.

## Distribución geográfica
Se encuentran en África: Sudán y los lagos  Victoria,  Edward y  Tanganika.